# Wimbledon FC
Wimbledon FC was de naam van een Engelse voetbalclub uit Londen. De club werd in 1889 opgericht en speelde een groot deel van zijn bestaan in de amateurklassen. In 1977 trad de club toe tot het professionele voetbal. De club zou van 1986 tot 2000 op het hoogste niveau in Engeland uitkomen. Wimbledon FC behoorde zodoende tot de 'founding clubs' van de Premier League.

## Geschiedenis

### Beginjaren
De club zag het levenslicht in 1889 als Wimbledon Old Centrals FC en veranderde zijn naam in Wimbledon in 1905. De club werd een van de bekendste amateurclubs van het land en won de Isthmian League 8 keer. De FA Cup voor Amateurs werd in 1963 binnengehaald.
Op aandringen van voorzitter Sydney Black werd de club professioneel en schreven ze zich in voor de Southern League. In 1975 was de club het eerste niet-liga team die eeuw dat in de FA Cup een eersteklasser (Burnley) versloeg. In de volgende ronde hielden ze landskampioen Leeds United in bedwang, in de replay verloren ze echter voor 40.000 toeschouwers door een eigen doelpunt.

### Opmars
Na drie opeenvolgende titels in de Southern League werd Wimbledon FC in 1977 na stemming onder de professionele clubs eindelijk toegelaten tot de Football League. Van 1979 tot 1984 promoveerde of degradeerde de club elk seizoen.
In 1986 bereikte Wimbledon voor het eerst het hoogste niveau in het Engelse voetbal, destijds de First Division geheten. Slechts 4 jaar eerder speelde de club nog op het laagste Engelse profniveau, de Fourth Division. In het eerste seizoen verbaasde Wimbledon FC door gelijk op de 6e plaats te eindigen. Ook de jaren daarna kon de club zich eenvoudig handhaven op het hoogste niveau.
Het allergrootste succes boekte  The Crazy Gang door in 1988 landskampioen Liverpool FC met 1-0 te verslaan in de finale van de strijd om de FA Cup. Het enige doelpunt in het (oude) Wembley Stadium (98.203 toeschouwers) in Londen kwam in de 37ste minuut op naam van Lawrie Sanchez. Wimbledon werd zo de enige club in het land die zowel de professionele als de amateurversie van de FA Cup won. Aangezien alle Engelse clubs door de UEFA verbannen waren van deelname aan Europees voetbal (als gevolg van het Heizeldrama), mocht Wimbledon geen Europees voetbal spelen het seizoen daarop.
Wimbledon FC behoorde tot de founding clubs van de Premier League. In het eerste seizoen 1992/1993 eindigde de club op de 12e plaats. In 1992 werd de club gedwongen Zuid-Londen (stadion Plough Lane) te verlaten en een veld te delen met plaatselijke rivaal Crystal Palace. De reden was dat alle clubs in de hoogste divisie alleen nog stadions met zitplaatsen mochten hebben.
In het seizoen 1993/1994 werd de beste prestatie op het hoogste niveau ooit herhaald door als 6e in de eindrangschikking van de Premier League te eindigen. De motor werd destijds aangedreven door verdedigers en aanvoerders Vinnie Jones en John Scales, aanvaller Dean Holdsworth, de genaturaliseerde Nigeriaanse aanvaller John Fashanu en de Jamaicaanse dribbelaars Marcus Gayle en Robbie Earle.
Op de laatste speeldag van het seizoen 1999/2000 verloor de club tegen Southampton FC terwijl concurrent Bradford City verrassend won van Liverpool, waardoor Wimbledon na 14 seizoenen op het hoogste niveau degradeerde.

### Teloorgang
In 2002 kreeg de club toestemming van de Engelse voetbalbond om zich ruim 100 km noordwaarts te verplaatsen, naar Milton Keynes. Deze verhuizing werd niet op prijs gesteld door de trouwe supporters en zij antwoordden door een nieuwe club op te richten: AFC Wimbledon. De daadwerkelijke verhuizing vond eind 2003 plaats, in de tussenliggende periode speelde Wimbledon FC voor een nagenoeg leeg Selhurst Park omdat de fans naar AFC Wimbledon gingen.
Het seizoen na de verhuizing, 2003/2004, was desastreus voor de club. Sportief ging het slecht en na de verhuizing steeg het toeschouwersaantal niet naar verwachting. De club verloor 33 wedstrijden in één seizoen en degradeerde. Enkel Doncaster Rovers deed het ooit slechter met 34 nederlagen. Om de binding met de inwoners van Milton Keynes te vergroten werd aan het eind van het seizoen de naam veranderd in Milton Keynes Dons FC. Er werden nieuwe clubkleuren en een nieuw logo gelanceerd.
AFC Wimbledon wordt overigens beschouwd als de opvolger van Wimbledon FC. AFC speelde een aantal jaar in Kingston-upon-Thames in het Kingsmeadow, maar is teruggekeerd naar Plough Lane in de wijk Wimbledon. Daar is op minder dan tweehonderd meter afstand van de oude locatie een nieuw stadion gebouwd met dezelfde naam: Plough Lane.

## Erelijst
- FA Cup

Winnaar: 1988
- Football League Fourth Division

Winnaar: 1983

## Klasseringen op het hoogste niveau
| Seizoen | Competitie     | Gesp. | W  | G  | V  | Goals | Saldo | Punten | Plaats (van) | Opmerkingen                           |
| ------- | -------------- | ----- | -- | -- | -- | ----- | ----- | ------ | ------------ | ------------------------------------- |
| 1986/87 | First Division | 42    | 19 | 9  | 14 | 57:50 | 7     | 66     | 6e (22)      | Eerste seizoen ooit op hoogste niveau |
| 1987/88 | First Division | 40    | 14 | 15 | 11 | 58:47 | 11    | 57     | 7e (21)      | Winnaar FA Cup                        |
| 1988/89 | First Division | 38    | 14 | 9  | 15 | 50:46 | 4     | 51     | 12e (20)     |                                       |
| 1989/90 | First Division | 38    | 13 | 16 | 9  | 47:40 | 7     | 55     | 8e (20)      |                                       |
| 1990/91 | First Division | 38    | 14 | 14 | 10 | 53:46 | 7     | 56     | 7e (20)      |                                       |
| 1991/92 | First Division | 42    | 13 | 14 | 15 | 53:53 | 0     | 53     | 13e (22)     |                                       |
| 1992/93 | Premier League | 42    | 14 | 12 | 16 | 56:55 | 1     | 54     | 12e (22)     | Eerste seizoen van Premier League     |
| 1993/94 | Premier League | 42    | 18 | 11 | 13 | 56:53 | 3     | 65     | 6e (22)      | Evenaring hoogste klassering ooit     |
| 1994/95 | Premier League | 42    | 15 | 11 | 16 | 48:65 | -17   | 56     | 9e (22)      |                                       |
| 1995/96 | Premier League | 38    | 10 | 11 | 17 | 55:70 | -15   | 41     | 14e (20)     |                                       |
| 1996/97 | Premier League | 38    | 15 | 11 | 12 | 49:46 | 3     | 56     | 8e (20)      |                                       |
| 1997/98 | Premier League | 38    | 10 | 14 | 14 | 34:46 | -12   | 44     | 15e (20)     |                                       |
| 1998/99 | Premier League | 38    | 10 | 12 | 16 | 40:63 | -23   | 42     | 16e (20)     |                                       |
| 1999/00 | Premier League | 38    | 7  | 12 | 19 | 46:74 | -28   | 33     | 18e (20)     | Degradatie                            |

## Bijnamen
De oudste en meest gebruikte bijnaam van de club is The Dons. Vanaf de midden jaren 70 van de vorige eeuw kwam daar de bijnaam The Wombles bij. Deze bijnaam was gebaseerd op een wollig, fictief beestje uit een televisie kinderserie. Alhoewel Wombles zogenaamd in het hele land leefden, spitste de serie zich met name toe op de inwoners van de borough Wimbledon.
In 1988 kwam er een illustere bijnaam bij : The Crazy Gang. Het Wimbledon uit die jaren baarde op diverse manieren opzien, niet alleen door de onconventionele speelstijl, maar ook door het excentrieke gedrag van sommige spelers en het soms brute intimidatie voetbal. De intimidatie van de tegenpartij begon vaak al in de spelerstunnel. Wimbledon toonde geen enkel ontzag voor de Engelse topclubs die vaak met angst en beven tegen de club speelden. De climax werd bereikt in de FA Cup final van 1988. De Britse tv commentator merkte na de finale op dat The Crazy Gang (Wimbledon) the Culture Club (Liverpool) had verslagen. Vanaf dat moment werden de spelers en later de hele club als The Crazy Gang betiteld. The Dons en The Wombles leven voort in de nieuwe club AFC Wimbledon.

## Erelijst
- FA Cup

1988
- FA Amateur Cup

1963

## Wimbledon in Europa
- Gr = groepafase

| Seizoen | Competitie    | Ronde | Land               | Club             | Score |
| ------- | ------------- | ----- | ------------------ | ---------------- | ----- |
| 1995    | Intertoto Cup | Gr    | Vlag van Turkije   | Bursaspor        | 0-4   |
|         |               | Gr    | Vlag van Slowakije | FC Košice        | 1-1   |
|         |               | Gr    | Vlag van Israël    | Beitar Jeruzalem | 0-0   |
|         |               | Gr    | Vlag van België    | RSC Charleroi    | 0-3   |

Zie ook: Deelnemers UEFA-toernooien Engeland

## Bekende (oud-)spelers
- Trond Andersen
- Warren Barton
- Dave Beasant
- Carl Cort
- Kenny Cunningham
- Laurie Cunningham
- Keith Curle
- Robbie Earle
- Jason Euell
- Efan Ekoku
- John Fashanu
- Marcus Gayle
- John Hartson
- Dean Holdsworth
- Vinnie Jones
- Mark Kennedy
- Øyvind Leonhardsen
- Andreas Lund
- Chris Perry
- Terry Phelan
- Lawrie Sanchez
- John Scales
- Hans Segers
- Ståle Solbakken
- Neil Sullivan
- Ben Thatcher
- Andy Thorn
- Mark Williams
- Dennis Wise
- Eric Young